# Konwencja kolońska
Konwencja kolońska – dokument określający definicję piwa o nazwie Kölsch oraz regulujący sprzedaż i dystrybucję tego piwa. Konwencja podpisana została przez 24 kolońskie browary i opublikowana w niemieckim Monitorze Federalnym 25 czerwca 1985. Konwencja stwierdza, że Kölsch to lokalna specjalność i pod tą nazwą warzone może być jedynie w mieście Kolonia przez browary, które ratyfikowały konwencję. Dokument określa również naczynie, w jakim należy serwować piwo kolońskie – jest to cylindryczna szklanica o prostych ściankach o pojemności 0,2 l. W 1997 r. Unia Europejska ratyfikowała Konwencję kolońską zapewniając piwu kolońskiemu prawną ochronę jego nazwy na obszarze Unii Europejskiej.

## Treść Konwencji – fragmenty
Reguły konkurencji Związku Browarów Kolońskich – Konwencja Kolońska – opublikowane w Monitorze Federalnym z dnia 25.06.1985 r.
Preambuła
Nazwa Kölsch jest od dawien dawna jakościowym oznaczeniem pochodzenia geograficznego dotyczącym jasnego, klarownego, pełnego, wysoko odfermentowanego i wytworzonego zgodnie z Prawem Czystości piwa górnej fermentacji z wyraźnym profilem chmielowym. Oznaczenie to zostało uznane i potwierdzone przez właściwe kręgi gospodarcze, urzędy administracji publicznej, sądy oraz międzypaństwowe umowy dotyczące ochrony oznaczeń pochodzenia geograficznego. Walne zebranie członków Związku Browarów Kolońskich, mając na celu ochronę nazwy „Kölsch“ jako jakościowego oznaczenia pochodzenia geograficznego jak również wspieranie zachowania zgodnego z uczciwą konkurencją oraz przeciwdziałanie nieuczciwej konkurencji w związku z wykorzystywaniem oznaczenia „Kölsch”, w szczególności natomiast zapobiegając niebezpieczeństwu wprowadzenia w błąd, pomyłki i rozwodnieniu oraz niezgodnemu wykorzystaniu oznaczenia pochodzenia, uchwaliło jednogłośnie poniższe reguły konkurencji. Po zatwierdzeniu tych reguł przez Federalny Urząd Ochrony Konkurencji i Konsumentów obowiązują one wszystkich członków Związku Browarów Kolońskich.
§ 1
Pochodzenie oznaczenia
(1) Oznaczenie Kölsch jest kwalifikowanym oznaczeniem pochodzenia geograficznego.
(2) Oznaczenia Kölsch można używać wyłącznie w odniesieniu do jasnego, pełnego, wysoko odfermentowanego, klarownego piwa górnej fermentacji o wyraźnym profilu chmielowym, które wytworzone zostało zgodnie z Prawem czystości na obszarze pochodzenia piwa Kölsch i odpowiada zwyczajowo wytworzonemu na tym obszarze i rozprowadzanemu pod określeniem Kölsch piwu górnej fermentacji. Miejscem pochodzenia piwa Kölsch jest obszar miasta Kolonia. Do obszaru pochodzenia zalicza się  ponadto te browary znajdujące się poza granicami miasta Kolonia, które już przed wejściem w życie niniejszych reguł konkurencji, stosując dla swoich wyrobów określenie Kölsch osiągnęły znaczący dorobek.